# Skuk
Skuk je priimek več znanih Slovencev:
- Janez Skuk (*1933), duhovnik, župnik na avstrijskem Koroškem
- Nada Skuk (*1955), političarka